# Umberto Nobile
Umberto Nobile, (Lauro, 21. siječnja 1885. – Rim 30. lipnja 1978.),  bio je talijanski inženjer, istraživač i pionir u letovima cepelinom.

## Životopis
Nobile je završio tehničku školu u Napulju a zatim počinje raditi za talijansko zrakoplovstvo. Sudjelovao je u izgradnji cepelina  ”Roma” koji je prodan SADu. 21. veljače 1922. taj cepelin je doživio zračnu nesreću u kojoj je poginulo svih 34 putnika.
Nobile je letio 1926. s cepelinom ”Norge” zajedno s Roaldom Amundsenom i američkim milijunašom Lincolnom Ellsworthom preko Sjevernog pola. U natjecanju tko će prvi preletjeti preko Sjevernog pola pobijedio je međutim Amerikanac Richard Byrd koji je sa svojom letjelicom tri dana prije stigao na cilj. Nekoliko desetljeća poslije otkriveno je međutim da je Byrd slagao javnost.
Poslije povratka u Italiju, Nobilo je dobio generalski čin i naslov profesora pri napuljskoj tehničkoj školi.
Njegovo drugo putovanje na Sjeverni pol, s cepelinom ”Italia”, započinje 23. svibnja 1928. sa Svalbarda. Dan poslije Nobile dolazi na Sjeverni pol. 25. svibnja dolazi do kvara na cepelinu i on je prislino prizemljen na led. Nobile i osam članova ekspedicije iskočili su iz letjelice, koja se ponovno podigla sa šest članova ekspedicije i nestala na horizontu. Umberta Nobila, koji je imao prijelom noge na nekoliko mjesta, spasio je švedski pilot Einar Lundborg, sa svojim zrakoplovom tipa Fokker. Druge članove posade spašava ruski ledolomac. Roald Amundsen je poginuo u pokušaju spašavanja nasilno prizemljenjih članova ekspedicije.
Nobile dolazi u sukob s Mussolinijem i fašistička Italija optužuje Nobila za nesreću. Kasnije počinje raditi u Sovjetskom Savezu kao stručnjak za cepeline. Poslije Drugog svjetskog rata objavljuje knjigu Posso dire lá verità (hr. "Sada mogu ispričati istinu").

## Djela
- Il consumo di gas idrogeno nei palloni dirigibili in relazione alla forza ascensionale, Roma, Tip. Del Genio Civile, 1917.
- L'elica aerea propulsiva, Roma, Tip. Del Genio Civile, 1917.
- L'aviazione. Fondamenti sperimentali e teorici, Roma, Stab. tipo-litografico del Genio Civile, 1918.
- Il volo transpolare, Roma, Stabilimento tipo-litografico del Genio civile, 1925.
- In volo alla conquista del segreto polare. Da Roma a Teller attraverso il Polo Nord, Milano, A. Mondadori, 1928.
- L'esplorazione polare dell'Italia, Milano, Il Rotary, 1928.
- La tenda rossa, come Nemo, Parma-Milano, Studio editoriale della stamperia bodoniana, 1928.
- L'«Italia» al Polo Nord, Milano, A. Mondadori, 1930.
- La preparazione e i risultati scientifici della spedizione polare dell'«Italia», a cura di, Milano, A. Mondadori, 1938.
- Corso di macchine

I, Macchine idrauliche, Padova, Cedam, 1938; 1941; 1944.
II, Elementi di termodinamica teorica e applicata. Caldaie a vapore, Padova, Cedam, 1940; 1945; 1949.
III, Motori a vapore, Padova, Cedam, 1942; 1944.
IV, Motori a combustione interna
I, Tipi fondamentali e loro Teoria. Cinematica e dinamica del motore, Padova, Cedam, 1948.
II, Parti costitutive dei motori a combustione interna, Padova, Cedam, 1951.
- Posso dire la verità. Storia inedita della spedizione polare dell'«Italia», Milano, A. Mondadori, 1945.
- Quello che ho visto nella Russia sovietica, Roma, Atlantica, 1945.
- Perché sono a fianco dei comunisti, Roma, Latinia, 1946.
- Lezioni di costruzioni aeronautiche. Costruzioni grafiche per la Ricerca degli elementi caratteristici di volo, Napoli, R. Pironti e Figli, 1947.
- L'umanità al bivio, Milano, A. Mondadori, 1947.
- Addio Malyghin! Con i russi, fra i ghiacci della terra Francesco Giuseppe. Seguìto da una nota storica sulla scoperta ed esplorazione di quella terra, Milano, A. Mondadori, 1948.
- Il grado di sicurezza dei cavi portanti-traenti nei trasporti aerei monofuni, Roma, Istituto poligrafico dello Stato, 1950.
- Le resistenze passive nei trasporti aerei monofuni. Considerazioni ed esperienze preliminari, Roma, Istituto poligrafico dello Stato, 1950.
- Nuovi sistemi di trasporti aerei monofuni a moto continuo per persone. Il sistema Oehler con veicoli agganciabili automaticamente a pendoli di sospensione permanentemente fissati sulla fune, Roma, Istituto poligrafico dello Stato, 1951.
- Elementi di aerodinamica

I, Teoremi fondamentali del moto di un fluido perfetto; Correnti incompressibili; Effetti della compressibilità; Propulsione ad elica, con un'appendice sulla propulsione a reazione, Roma, Libreria dello Stato, 1954.
II, Correnti supersoniche; correnti superaerodinamiche o meccanica dei gas rarefatti, Roma, Libreria dello Stato, 1954.
- Gli italiani al Polo Nord, Milano, A. Mondadori, 1959.
- Storia aggiornata della spedizione polare dell'«Italia». L'epilogo del dramma, Roma, Tip. A. Staderini, 1962.
- La tenda rossa. Memorie di neve e di fuoco, Milano, A. Mondadori, 1969.
- Macchine a fluido per gli istituti tecnici industriali, con Francesco Nobile, 2 volumi, Padova, Cedam, 1973-1977.
- Ali sul Polo. Storia della conquista aerea dell'Artide, Milano, Mursia, 1975.
- La verità in fondo al pozzo, Milano, A. Mondadori, 1978.
- L'Italia al Polo Nord. 1928: l'ultima epopea del dirigibile, Venezia, Marsilio, 1987. ISBN 88-317-5013-5.
- Il destino di un uomo. Pagine autobiografiche, Milano, Mursia, 1988.
- Sentieri azzurri. La conquista del Polo Nord. Una suggestiva pagina di storia inedita: la trascrizione integrale degli otto fogli sparsi annotati da Umberto Nobile durante il volo polare del Norge sul percorso Kingsbay (isole Svalbard)-Teller (Alaska), Garbagnate Milanese, Anthelios, 2000. ISBN 88-8394-096-2.

## Vanjske poveznice

### Sestrinski projekti
|  | Zajednički poslužitelj ima još gradiva o temi Umberto Nobile |

### Mrežna sjedišta
- Una panoramica sulla figura di Umberto Nobile (talijanski)
- Umberto Nobile - The North Pole Flights (engleski)
- Intervista a Umberto Nobile  Arhivirana inačica izvorne stranice od 3. kolovoza 2009. (Wayback Machine) (engleski)
- "Umberto Nobile - Il generale dei ghiacci"  Arhivirana inačica izvorne stranice od 21. prosinca 2012. (Wayback Machine) in La storia siamo noi, Rai.  (talijanski)